# Thurnia polycephala
Thurnia polycephala là một loài thực vật có hoa trong họ Thurniaceae. Loài này được Schnee miêu tả khoa học đầu tiên năm 1943.